# Regeringsloosheid
Regeringsloosheid is een situatie waarin geen overheid de staat leidt. Vaak wordt de term in combinatie met anarchie gebruikt, wanneer een ongewenste en gevaarlijke situatie bedoeld wordt, waarin door burgers ongestraft en vaak op grote schaal, ordeverstoring, plundering en gewelddadige ontsporingen met misdrijven zoals moord en doodslag (kunnen) plaatsvinden. Dit staat echter los van de leerstellingen van anarchisme en liberta(i)risme als een gewild en nagestreefd maatschappelijk ideaal van de anarchistische, anarchokapitalistische of libertaire ideologieën. Deze ideologieën richten zich op het afbreken van (overbodige) hiërarchische structuren en zijn voor maatschappelijke, sociale en economische zelforganisatie. Anarchie draait ideologisch en puur etymologisch gezien, in tegenstelling tot monarchie (=alleenheerschappij), om heerser- of regeringsloosheid, niet wetteloosheid. Anarchie berust derhalve op zelfbeheersing.
In de internationale politiek kent men internationale anarchie. De internationale politiek is een systeem zonder overkoepelend gezag. Er zijn met andere woorden geen overkoepelende instellingen die alle actoren in de internationale politiek kunnen beschermen, sanctioneren of een mondiaal beleid uitstippelen.
Bij deze regeringsloosheid hoort ook voortdurende competitie (zero-sum of Mercantilisme: wat ik win, verlies jij). Staten moeten dan ook handelen door middel van zelfhulp: handelen uit eigenbelang, ter bescherming van zichzelf.